# U-262
| U-262 | U-262 | U-262 |
| --- | --- | --- |
| U 262 | | |
| | | |
| Зображення підводного човна підтипу VIIC                                                                     | | |
| Верф | Bremer Vulkan, Бремен-Вегесак                                                                                      | Bremer Vulkan, Бремен-Вегесак                                                                                      |
| Під прапором                                                                                                 | Третій Рейх | Третій Рейх |
| Належність                                                                                                   | Крігсмаріне | Крігсмаріне |
| Порт приписки                                                                                                | Кіль Ла-Паліс Фленсбург                                                                                            | Кіль Ла-Паліс Фленсбург                                                                                            |
| Замовлення                                                                                                   | 15 серпня 1940 | 15 серпня 1940 |
| Закладений                                                                                                   | 29 травня 1941 | 29 травня 1941 |
| Спуск на воду                                                                                                | 10 березня 1942 | 10 березня 1942 |
| Введений до складу флоту                                                                                     | 15 квітня 1942 | 15 квітня 1942 |
| На службі | 1942—1945 | 1942—1945 |
| Сучасний статус                                                                                              | 2 квітня 1945 року списаний на брухт через несправності                                                            | 2 квітня 1945 року списаний на брухт через несправності                                                            |
| Бойовий досвід                                                                                               | Друга світова війна Битва за Атлантику * Конвой ON 144                                                             | Друга світова війна Битва за Атлантику * Конвой ON 144                                                             |
| Проєкт | | |
| Тип ПЧ | середній торпедний ДПЧ                                                                                             | середній торпедний ДПЧ                                                                                             |
| Вартість | 4 714 000 ℛℳ | 4 714 000 ℛℳ |
| Основні характеристики                                                                                       | | |
| Швидкість (надводна)                                                                                         | 17,7 вузла (32,8 км/год)                                                                                           | 17,7 вузла (32,8 км/год)                                                                                           |
| Швидкість (підводна)                                                                                         | 7,6 вузла (14,1 км/год)                                                                                            | 7,6 вузла (14,1 км/год)                                                                                            |
| Робоча глибина занурення                                                                                     | 100 м | 100 м |
| Гранична глибина занурення                                                                                   | 220 м | 220 м |
| Дальність плавання                                                                                           | 135—174 км на швидкості 4 вузли (у підводному положенні) 11 470 км на швидкості 10 вузлів (у надводному положенні) | 135—174 км на швидкості 4 вузли (у підводному положенні) 11 470 км на швидкості 10 вузлів (у надводному положенні) |
| Екіпаж | 44—60 осіб | 44—60 осіб |
| Розміри | | |
| Довжина найбільша (по КВЛ)                                                                                   | 67,1 м | 67,1 м |
| Ширина корпусу найб.                                                                                         | 6,2 м | 6,2 м |
| Висота | 9,6 м | 9,6 м |
| Середня осадка (по КВЛ)                                                                                      | 4,74 м | 4,74 м |
| Водотоннажність надводна                                                                                     | 769 т | 769 т |
| Водотоннажність підводна                                                                                     | 871 т | 871 т |
| Силова установка                                                                                             | | |
| Дизель-електрична: 2 дизельних двигуни MAN M 6 V 40/46, 2 електродвигуни Siemens-Schuckert-Werke GU 343/38-8 | | |
| Гвинти | 2 | 2 |
| Потужність                                                                                                   | 2800—3200 к.с. (дизелі) 750 к.с. (електродвигуни)                                                                  | 2800—3200 к.с. (дизелі) 750 к.с. (електродвигуни)                                                                  |
| Озброєння | | |
| Артилерія | 1 × 88-мм палубна гармата SK C/35                                                                                  | 1 × 88-мм палубна гармата SK C/35                                                                                  |
| Торпедно- мінне озброєння                                                                                    | 4 носових і один кормовий ТА 14 торпед або 26 мін TMA                                                              | 4 носових і один кормовий ТА 14 торпед або 26 мін TMA                                                              |
| ППО | 1 × 37-мм зенітна гармата Flak M42 2 × 20-мм зенітні гармати FlaK 30                                               | 1 × 37-мм зенітна гармата Flak M42 2 × 20-мм зенітні гармати FlaK 30                                               |

U-262 — німецький середній підводний човен типу VIIC, що входив до складу Військово-морських сил Третього Рейху за часів Другої світової війни. Закладений 29 травня 1941 року на верфі № 27 компанії Bremer Vulkan, у Бремен-Вегесакі. Спущений на воду 10 березня 1942 року. 15 квітня 1942 року корабель увійшов до складу 5-ї навчальної флотилії ПЧ ВМС нацистської Німеччини.

## Історія
U-262 належав до німецьких підводних човнів типу VIIC, найчисельнішого типу субмарин Третього Рейху, яких випущено 703 одиниці. Службу розпочав у складі 5-ї навчальної флотилії ПЧ, з 1 жовтня 1942 року переведений до бойового складу 3-ї флотилії, а з 10 листопада 1944 року служив у складі 33-ї флотилії ПЧ. З 24 вересня 1942 до 5 листопада 1944 року U-262 здійснив 10 бойових походів у Північну Атлантику, під час яких потопив три судна (13 010 GRT) та 1 військовий корабель (925 тонн).
19 грудня 1944 року під час перебування на верфі в Готенгафені підводний човен був пошкоджений бомбами при нальоті радянської авіації. 2 квітня 1945 року списаний з бойового складу флоту в Кілі, корпус був захоплений там британськими військами у травні 1945 року та у 1947 році розібраний на брухт.

## Командири
- Капітан-лейтенант Гюнтер Шібуш (15 квітня — 26 жовтня 1942)
- Оберлейтенант-цур-зее Зігфрід Ацінгер (вересень-жовтень 1942)
- Капітан-лейтенант Гайнц Франке (26 жовтня 1942 — 25 січня 1944)
- Оберлейтенант-цур-зее Гельмут Відувільт (25 січня — 24 листопада 1944)
- Капітан-лейтенант Карл-Гайнц Лаудан (25 листопада 1944 — 2 квітня 1945)

## Перелік уражених U-262 суден у бойових походах
| №                                                              | Дата              | Командир ПЧ        | Назва              | Тип                | Належність                      | Водотоннажність (брт) | Вантаж                           | Конвой                                                                | Результат та координати                                                | Наслідки атаки для екіпажу      | Прим.                                      |
| -------------------------------------------------------------- | ----------------- | ------------------ | ------------------ | ------------------ | ------------------------------- | --------------------- | -------------------------------- | --------------------------------------------------------------------- | ---------------------------------------------------------------------- | ------------------------------- | ------------------------------------------ |
| Третій похід (5.11—09.12.1942, 35 діб; Нарвік—Ла-Паліс)        |                   |                    |                    |                    |                                 |                       |                                  |                                                                       |                                                                        |                                 |                                            |
| 1                                                              | 18 листопада 1942 | Oblt. Гайнц Франке | «Монбретіа»        | корвет             | Військово-морські сили Норвегії | 925                   |                                  | Конвой ONS 144                                                        | потоплений 53°37′ пн. ш. 38°15′ зх. д. / 53.617° пн. ш. 38.250° зх. д. | 70 (47 загиблих та 23 вцілілих) | корвет типу «Флавер»                       |
| 2                                                              | 26 листопада 1942 | Oblt. Гайнц Франке | Ocean Crusader     | суховантажне судно | Велика Британія                 | 7 186                 | 8891 тонна генеральних вантажів  | Конвой HX 216                                                         | потоплено 50°30′ пн. ш. 45°30′ зх. д. / 50.500° пн. ш. 45.500° зх. д.  | 50 (усі загинули)               | судно класу «Оушн» (британський «Ліберті») |
| Четвертий похід (16.01—15.02.1943, 31 доба; Ла-Паліс—Ла-Паліс) |                   | Oblt. Гайнц Франке |                    |                    |                                 |                       |                                  |                                                                       |                                                                        |                                 |                                            |
| 3                                                              | 6 лютого 1943     | Oblt. Гайнц Франке | Zagloba            | суховантажне судно | Польща                          | 2 864                 | Генеральні вантажі та боєприпаси | Конвой SC 118                                                         | потоплено 54°45′ пн. ш. 27°25′ зх. д. / 54.750° пн. ш. 27.417° зх. д.  | 36 (усі загинули)               |                                            |
| Сьомий похід (14.10-07.12.1943, 55 діб; Ла-Паліс—Ла-Паліс)     |                   | Oblt. Гайнц Франке |                    |                    |                                 |                       |                                  |                                                                       |                                                                        |                                 |                                            |
| 4                                                              | 31 жовтня 1943    | Hallfried          | суховантажне судно | Норвегія           | 2 968                           | Мідна руда            | Конвой SL 138                    | потоплено 46°05′ пн. ш. 20°26′ зх. д. / 46.083° пн. ш. 20.433° зх. д. | 34 (31 загиблий та 3 вцілілих)                                         |                                 |                                            |